# Великий Уолдо Пеппер
«Великий Уолдо Пеппер» (англ. The Great Waldo Pepper) — фильм режиссёра Джорджа Роя Хилла. В главной роли — Роберт Редфорд. Мировая премьера —  13 октября 1975 года.

## Сюжет
Ветеран Первой мировой войны — рисковый Уолдо Пеппер зарабатывает на жизнь участием в авиашоу, где является главным действующим лицом и кумиром зрителей. Но всё меняется, когда на горизонте возникает давно знакомая фигура — немецкий ас Эрнст Кесслер.

## В ролях
| Актёр           | Роль          |
| --------------- | ------------- |
| Роберт Редфорд  | Уолдо Пеппер  |
| Бо Свенсон      | Аксель        |
| Бо Брундин      | Эрнст Кесслер |
| Сьюзан Сарандон | Мэри Бет      |
| Джеффри Льюис   | Ньют          |
| Эдвард Херрманн | Эзра          |
| Филип Брунс     | Дильхофер     |